# Philadelphia Union
Philadelphia Union es un club de fútbol de Estados Unidos, con sede en Filadelfia, concretamente en el suburbio de Chester, Estado de Pensilvania. Participa en la Conferencia Este de la Major League Soccer desde 2010.
Disputa los partidos como local en el Subaru Park, un nuevo estadio específico de fútbol. Como local utiliza un uniforme de camiseta y pantalones de color azul marino con una franja dorada mientras que, como visitante, utiliza un uniforme de camiseta y pantalones dorados con una franja azul.

## Historia
La Major League Soccer añadió a Filadelfia como su decimosexto equipo el 28 de febrero de 2008. La fundación del club es resultado de un paquete de 47 millones de dólares aprobado por el Condado de Delaware y por Ed Rendell gobernador de Pensilvania, que incluye el coste de la construcción del Union Field at Chester y una renovación urbana del entorno. El plan de Keystone Sports & Entertainment para Chester se inició a finales de 2006, poco después de que terminara la opción de Nueva Jersey para obtener una franquicia de la MLS con un estadio exclusivo de fútbol en la Universidad Rowan.
En la campaña 2020 se consiguen hacer con el trofeo de la MLS Supporters' Shield por primera vez en su historia, trofeo que se otorga al mejor equipo y más regular de la campaña.

## Nombre
El 11 de mayo de 2009, se anunció oficialmente que "Philadelphia Union" sería el nombre del equipo durante una ceremonia celebrada en el Ayuntamiento de Filadelfia. Este nombre alude a la Unión de las Trece Colonias, de Filadelfia, que fue la primera capital. Los colores del equipo son azul marino y dorado, que representan los colores originarios de los uniformes del Ejército Continental durante la Revolución Americana.
El logo del Philadelphia Union es circular, que simboliza la unidad. Sus trece estrellas doradas representan las trece colonias originales, mientras que el contorno del escudo se deriva del escudo de armas de Filadelfia. La serpiente de cascabel que figura en el escudo rinde homenaje a la caricatura política "Join, or Die", de Benjamin Franklin, que apareció en el Pennsylvania Gazette en 1754. La serpiente de cascabel finalmente se convirtió en un símbolo nacional durante la Revolución Americana, que representa el peligro de la desunión. El logotipo secundario de la franquicia también cuenta con la serpiente de cascabel, con el lema oficial del equipo: "jungite aut perite", en latín que significada "unirse o morir". Un tono más claro de azul, como el de la bandera de la ciudad de Filadelfia, acentúa los colores primarios azul marino y dorado.

## Uniforme

### Evolución del uniforme

#### Local
| 2010-2011 | 2012-2013 | 2014–2015 | 2016–2017 | 2018–2019 | 2020–2021 | 2022–2023 | 2024–2025 |

#### Visita
| 2010-2011 | 2012-2014 | 2015-2016 | 2017–2018 | 2019–2020 | 2021–2022 | 2023–2024 | 2025– |

#### Tercero
| 2011-2012 | 2013-2015 |

## Datos del club
- Temporadas en la Major League Soccer: 11 (2010-presente).
- Primer partido en la historia del club: Seattle Sounders FC 2 - 0 Philadelphia Union (25 de marzo de 2010)
- Mayor goleada conseguida:
  - En campeonatos nacionales: Philadelphia Union 6 - 1 New England Revolution (4 de mayo de 2019).
- Mayor goleada encajada:
  - En campeonatos nacionales: Colorado Rapids 4 - 1 Philadelphia Union (29 de septiembre de 2010 ).
- Mejor puesto en la liga : 1° en la Conferencia Este en 2020.
- Peor puesto en la liga: 8° en la Conferencia Este en 2012.
- Máximo goleador:  Sébastien Le Toux (56).
- Más partidos disputados:  Andre Blake (115).
- Portero menos goleado:  Andre Blake.

## Jugadores

### Más apariciones en club
- Actualizado al 13 de octubre de 2024.

| # | Jugador          | Años      | Liga | Playoffs | Copas Nacionales | Copas Internacionales | Total |
| - | ---------------- | --------- | ---- | -------- | ---------------- | --------------------- | ----- |
| 1 | Andre Blake      | 2014–     | 248  | 13       | 9                | 28                    | 298   |
| 2 | Alejandro Bedoya | 2016–     | 246  | 11       | 5                | 25                    | 287   |
| 3 | Jack Elliott     | 2017–     | 225  | 11       | 7                | 26                    | 269   |
| 4 | Raymon Gaddis    | 2012–2021 | 224  | 4        | 20               | 0                     | 248   |
| 5 | Kai Wagner       | 2019–     | 174  | 9        | 2                | 29                    | 214   |

### Máximos goleadores
- Actualizado al 13 de octubre de 2024.

| # | Jugador           | Años                     | Liga | Playoffs | Copas Nacionales | Copas Internacionales | Total |
| - | ----------------- | ------------------------ | ---- | -------- | ---------------- | --------------------- | ----- |
| 1 | Dániel Gazdag     | 2021–                    | 57   | 4        | 0                | 9                     | 70    |
| 2 | Sébastien Le Toux | 2009–2011 2013–2016 2018 | 50   | 1        | 2                | 0                     | 53    |
| 3 | Julián Carranza   | 2022–2024                | 34   | 1        | 0                | 8                     | 43    |
| 4 | Kacper Przybylko  | 2018–2021                | 35   | 0        | 0                | 5                     | 40    |
| 5 | C.J. Sapong       | 2015–2019                | 36   | 0        | 2                | 0                     | 38    |

## Entrenadores

### Cronología de los entrenadores
- Piotr Nowak (2010-2012)
- John Hackworth (2012-2014)[5][6]
- Jim Curtin (2014-2024)[7]
- Bradley Carnell (2025-)

## Palmarés

### Torneos nacionales
- MLS Supporters' Shield (1): 2020.
- Subcampeón de la Major League Soccer (1): 2022
- Subcampeón de la Lamar Hunt U.S. Open Cup (3): 2014, 2015, 2018.